# پکن ۲۰۴۵
سیارک ۲۰۴۵ (به انگلیسی: 2045 Peking، نامگذاری:1964TB1) دو هزار و چهل و پنجمین سیارک کشف شده‌است که در ۸ اکتبر ۱۹۶۴ کشف شد.
قدر مطلق سیارک برابر ۱۲٫۲۰ است.